# Фицрой, Уильям, 3-й герцог Кливленд
Уильям Фицрой (англ. William FitzRoy; 19 февраля 1698 — 18 мая 1774, Рэби, Дарем, Англия, Великобритания) — британский аристократ, 3-й герцог Кливленд и 2-й герцог Саутгемптон с 1730 года, главный дворецкий Англии. Сын бастарда короля Карла II.

## Биография
Уильям, родившийся в 1698 году, принадлежал к побочной ветви королевской династии Стюартов: его отец Чарльз Фицрой был внебрачным сыном короля Карла II от Барбары Палмер. При жизни отца Уильям носил титул учтивости граф Чичестер. В 1730 году он унаследовал титулы герцога Саутгемптона, герцога Кливленда, графа Чичестера и барона Нонсача, а также должность главного дворецкого Англии. В 1731 году герцог женился на леди Генриетте Финч, дочери Дэниела Финча, 2-го графа Ноттингема, и Энн Хаттон, получив благодаря этому браку титул 2-го барона Ньюбери.
Герцогиня Генриетта умерла в 1742 году, не оставив детей. Последующие годы Уильям провёл в своих поместьях, вдали от придворной жизни и политики. Семейные титулы после его смерти вернулись к короне. Титул герцога Кливленда был впоследствии воссоздан для его внучатого племянника Уильяма Вейна, 3-го графа Дарлингтона.